# Tambour autochtone

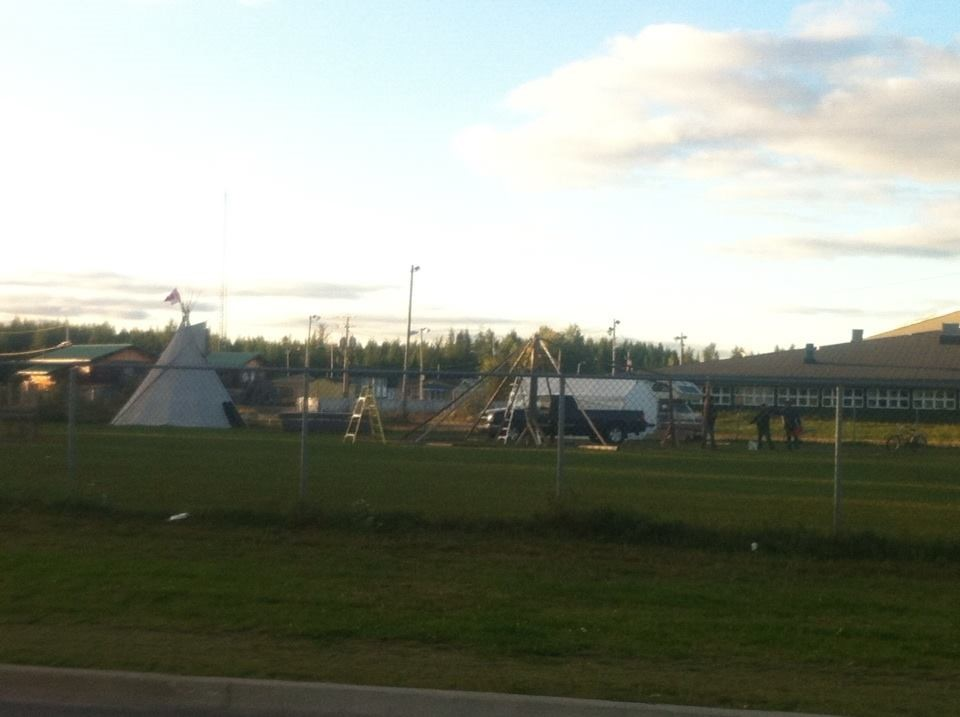
Préparation d'un pow-wow.

Un tambour autochtone est un instrument de musique de la culture des Premières Nations du Canada. Il est fabriqué à partir de matériaux naturels disponibles dans leur environnement. Cet instrument a été créé avant la période coloniale pour exprimer leur besoin personnel et pour les différentes cérémonies célébrées au sein de la communauté.

## La construction
On peut retrouver deux types de tambour autochtone, un petit tambour à la main et l’autre sur un gros tambour fixé au sol. Le petit tambour est d’une dimension de 30 centimètres et le grand tambour de 60 centimètres, ils sont tous faits de la peau d’un animal sauvage en particulier le bison. Le membranophone est créé en étirant une peau ou des peaux sur un cadre de bois,.

## Les femmes
Le plus ancien tambour est associé aux femmes, elles seraient les premières à avoir compris que le rythme du tambour correspond à celui du cœur humain. C’est de cette façon que les femmes, les hommes et les enfants ont commencé à jouer de cet instrument en suivant leur  rythme du cœur.

## La spiritualité
Le chaman l'utilise les tambours pour les cérémonies religieuses. Ils semblent représenter deux mondes, séparés par une ligne, parfois traversée par un arbre de vie : le monde supérieur est céleste et apaisé, ou dansant; le monde inférieur semble celui des combats entre hommes, de la chasse et de la cueillette. Le tambour sert probablement aux initiations et aux  rites de passage, qui introduisent l’homme dans la sécurité, le rend plus fort et plus heureux, plus proche de la puissance. Le tambour est comme une méditation, faisant passer du monde visible à l’invisible. Il se rattache aux symboles de la méditation entre le ciel et la terre,.

## La symbolique
Pour l'Autochtone de l’Amérique du Nord, le cercle représente les forces du monde. C’est pour cette raison que le cercle du tambour donne une puissance dans divers évènements. Le tambour est en forme de cercle qui représente les 4 valeurs principale chez les Amérindiens et les 4 points cardinaux. La plupart du temps sur le tambour il va être divisé en quatre parties, l’Est, le Sud, l’Ouest et le Nord,.
- L’Est

Dans la partie de l’est du tambour, on retrouve la couleur sacrée le jaune et c’est la saison du printemps et les symboles reliés sont le tabac, la paix et la lumière. L’état retrouver est l’état physique. Dans le cercle autochtone, on retrouve comme élément les végétaux, l’air. Les valeurs principales sont le partage, le respect, l’humilité et l’honnêteté. L’Est donne la direction du Grand-Père Soleil et les accueille tous les matins. 
- Le Sud

Le partir sud du tambour, comprend la couleur sacrée qui est rouge. C’est la saison de l’été on retrouve  dans les symboles les animaux, le feu, le cèdre et la chaleur. Elle donne la direction d’où la Terre-Mère pour les accueillir.  L’esprit du sud enseigne que c’est le temps de l’intelligence de la jeunesse et de les guider vers la maturité et la vision. On retrouve aussi l’état émotionnel. 
- L’Ouest

La partie de l’ouest du tambour symbolise le regard intérieur l’humain, l’eau et la sauge. C’est de l’ouest qui vient les pluies, ça les aider à ce purifier et nettoient la Terre-Mère. La couleur sacrée de l’ouest est le noir. L’état retrouver est celui de l’état mental.
- Le Nord

Le nord du tambour symbolise les esprits, les sagesses, l’air et les minéraux. La couleur sacrée du nord est le blanc. L’air froid du vent du nord accentue le nettoyage de la terre et la prépare à la renaissance. L’état retrouver est celui de l’état spirituel,.